# Alcyon
La Alcyon era una casa automobilistica e motociclistica francese attiva dal 1902 al 1954.

## Storia

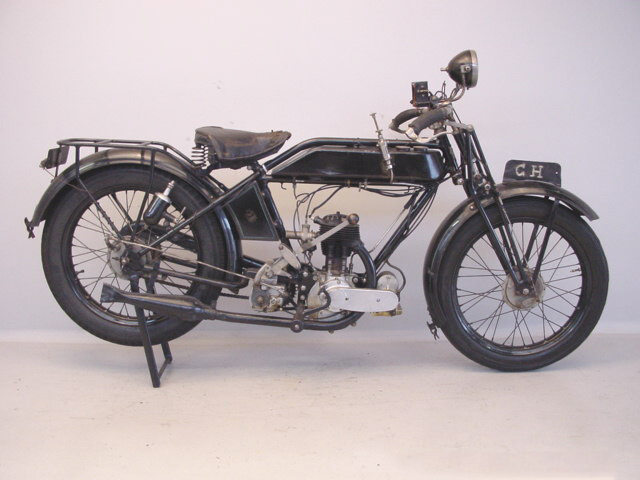
La sottocanna Alcyon Touriste 350 del 1925

Questa Casa fu fondata in realtà già nel 1890 a Neuilly per volere di Edmond Gentil.
Inizialmente l'azienda si occupava solo di biciclette. Fu solo a partire dal 1902 che la produzione cominciò a comprendere anche i motocicli.
L'esordio in campo automobilistico risale al 1906, quando la Alcyon realizzò alcune vetturette e le fece partecipare anche in alcune competizioni. Tali vetture erano di cilindrate varie. Vi erano vetture a motori monocilindrici da 0.7, 0.9 e 1.0 litri e vetture a 4 cilindri da 1.7 e 2.5 litri.
Nessuna di tali vetture ottenne comunque risultati di rilievo neè nelle competizioni e neppure dal punto di vista commerciale, ma sufficiente a permettere alla Casa di poter andare avanti.
In compenso, l'attività sportiva delle moto andava a gonfie vele e nel 1905, grazie al talento tecnico di Alessandro Anzani, la Casa ottenne addirittura uno dei primi titoli mondiali.
Pian piano, la reputazione della Casa impressionò positivamente la clientela per l'affidabilità e la solidità dei suoi modelli.
Nel 1911 fu prodotta la Alcyon più prestigiosa, che montava un motore da 3 litri caratterizzato dall'allora innovativa distribuzione a valvole in testa.
Poco dopo, la Casa si trasferì a Courbevoie.
Le prime serie difficoltà economiche si ebbero con lo scoppio della prima guerra mondiale, un evento che mise in seria difficoltà moltissime aziende automobilistiche e non.
Durante la guerra, la produzione si limitò solo ai motocicli, per riprendere nel 1922 con le autovetture: furono proposte due vetturette equipaggiate da un bicilindrico da 0.5 litri ed un autociclo equipaggiato da un monocilindrico da 350 cm³.
In seguito, la Alcyon propose nuovamente una vettura sportiva che si aggiudicò alcune competizioni locali.
Nel 1928 la Casa francese interruppe la produzione automobilistica, a seguito di altri modelli poco venduti, ma proseguì con quella motociclistica fino al 1954, anno in cui fu assorbita dalla Peugeot.